# ビヨンド the シー 夢見るように歌えば
『ビヨンド the シー 夢見るように歌えば』（Beyond the Sea）は、2004年製作のアメリカ映画。ケヴィン・スペイシーの監督・脚本・主演で、往年の歌手ボビー・ダーリンの半生を描いている。劇中の楽曲は主演のスペイシー本人が実際に歌っている。
ちなみに、題名はボビー・ダーリンの1959年のヒット曲「ビヨンド・ザ・シー」から。この曲は、フランスの歌手・作曲家・作詞家であるシャルル・トレネが発表した La Merにジャック・ローレンスが英語で詩をつけたものである。

## キャスト
| 役名                           | 俳優                           | 日本語吹替 |
| ------------------------------ | ------------------------------ | ---------- |
| ボビー・ダーリン               | ケヴィン・スペイシー           | 森田順平   |
| 少年時代のボビー               | ウィリアム・ウルリッチ         | 久保田恵   |
| サンドラ・ディー               | ケイト・ボスワース             | 黒河奈美   |
| スティーヴ・ブラウナー         | ジョン・グッドマン             | 島香裕     |
| チャーリー・カソート・マフィア | ボブ・ホスキンス               | 後藤哲夫   |
| メアリー                       | グレタ・スカッキ               | 小宮和枝   |
| ポリー・カソート               | ブレンダ・ブレッシン           | 宮寺智子   |
| ニーナ・カソート               | キャロライン・アーロン         | 上村典子   |
| デビッド                       | マット・リッピー               | 飯島肇     |
| ディック                       | ピーター・シンコッティ         | 田中一永   |
| アーメット                     | テイフン・バデムソイ           | 原田晃     |
| カービー                       | アマデウス・マーティン＝レイド | 前島貴志   |
| トニー                         | トーマス・スペンサー           | 岸本周也   |

## ストーリー
1950年代、1960年代のアメリカで、ショービジネスの世界でスターとして君臨したボビー・ダーリンの物語